# Ronald Beltzer
Ronald Maarten Beltzer (Amsterdam, 22 september 1971) is een Nederlandse rechtsgeleerde en voormalig hoogleraar arbeid en recht.

## Levensloop
Beltzer studeerde af in Nederlands recht (1993) en recht (1995) aan de Universiteit van Amsterdam (UvA). Hij behaalde in 1995 tevens een diploma English law aan de University of Kent. Hij promoveerde eind 2000 aan de UvA bij Paul van der Heijden op het proefschrift Overgang van onderneming in de private en publieke sector, waar hij nadien bleef werken.
Beltzer was van 2011 tot eind 2018 hoogleraar arbeid en onderneming aan de UvA, bij de leerstoelgroep Arbeidsrecht en sociale-zekerheidsrecht. Bij de aanvaarding van het ambt hield hij op 3 februari 2012 de inaugurele rede Arbeid en onderneming. Van indifferentie naar beperkt mutualisme. Hij is auteur van diverse arbeidsrechtelijke boeken. Daarnaast was hij als auteur en redacteur betrokken bij honderden publicaties. Hij zag zich eind 2018 gedwongen ontslag te nemen.
Beltzer was van 2011 tot juni 2018 ook raadsheer-plaatsvervanger bij het Gerechtshof Amsterdam.
In 2020 richtte hij de juridische uitgeverij Corel op. Tegenwoordig is Beltzer werkzaam bij het door hem opgerichte advocatenkantoor Flott Advocatuur.

## Ontslag en controverse
Beltzer nam in juni 2018 ontslag als raadsheer-plaatsvervanger, nadat hij twee 'legal opinions' had afgegeven die waren ingebracht in zaken die bij het Gerechtshof Amsterdam liepen, waarna hij daarvoor door de president van het hof op het matje was geroepen. Eind 2018 nam hij ook ontslag als hoogleraar arbeidsrecht. Begin november 2018 meldde de Universiteit van Amsterdam dat een aan de Faculteit der Rechtsgeleerdheid verbonden hoogleraar niet zou terugkeren. Uit een onderzoek, uitgevoerd door een onafhankelijk extern bureau, was gebleken dat er sprake was geweest van grensoverschrijdend gedrag door deze hoogleraar. De feiten en conclusies waren voor de decaan van de faculteit en het college van bestuur reden voor ontslag. Daarop had betrokkene zelf ontslag genomen, aldus de UvA. Zijn naam bleef onvermeld.
NRC Handelsblad wijdde een kort artikel aan de zaak, en begon te onderzoeken waarom het grensoverschrijdend gedrag zo lang had kunnen voortduren. Beltzer kreeg een uitnodiging voor een gesprek in het kader van hoor en wederhoor, maar zegde die af. Wel beantwoordde hij schriftelijke vragen. Vervolgens kreeg hij het artikel voor publicatie ter inzage. Hierop spande Beltzer op 13 mei 2019 een kort geding aan tegen NRC Handelsblad, de hoofdredacteur, en twee journalisten, met als eisen een verbod op het noemen van zijn voor- en achternaam, en de sectie arbeidsrecht van de UvA, en op het afbeelden van zijn portret, op straffe van een dwangsom van vijftigduizend euro. De voorzieningenrechter wees deze eisen slechts gedeeltelijk toe; NRC Handelsblad mocht melden dat de gebeurtenissen binnen de sectie arbeidsrecht van de UvA waren voorgevallen, maar mocht geen naam noemen of een portret afbeelden. De dwangsom werd afgewezen.
Het artikel, over een hoogleraar arbeidsrecht aan de UvA die zich schuldig had gemaakt aan langdurig seksueel grensoverschrijdend gedrag ten aanzien van studenten en (ondergeschikte) collega’s, verscheen de volgende dag. Het verbod op het noemen van de naam van betrokkene bleek ten tijde van de MeToo-beweging een pyrrusoverwinning. Het werd op sociale media al snel bekritiseerd, waardoor het streisandeffect ontstond. In hoger beroep bepaalde het Gerechtshof Arnhem eind 2019 dat NRC Handelsblad alsnog de voor- en achternaam zou mogen publiceren.

## Publicaties (selectie)
- Overgang van onderneming in de private en publieke sector, Wolters Kluwer, Deventer, 2000, 435 pag, proefschrift Universiteit van Amsterdam.
- met R. Knegt en A.D.M. van Rijs: Ontslagvergoedingen. Regelingen, opvattingen en praktĳk. Sdu, Den Haag, 1998, 149 pag.
- met G. van Loenen, A.D.M. van Rijs en A.C.J.M. Wilthagen: Handboek ontslagpraktĳk. Sdu, Den Haag, 2003, 215 pag.
- Dertig jaar overgang van onderneming. HSI-congres, 21 september 2007. Sdu, Den Haag, 2008, 84 pag.
- met Femke Laagland: Canon van het arbeidsrecht. In vijftig vensters. Boom, Den Haag, 2013, 119 pag..
- Overgang van onderneming, Corel, Amsterdam 2020, 334 pag.

## Weetje
- Beltzer was in 2015 een van de negen UvA-wetenschappers die een petitie opstelden waarin men het opnam voor het college van bestuur, nadat meer dan vierhonderd wetenschappers het vertrek van het college hadden geëist naar aanleiding van de ontruiming van het Maagdenhuis op 11 april van dat jaar.[12]